# Juan Soto
Juan José Soto Pacheco (* 25. Oktober 1998 in Santo Domingo) ist ein dominikanischer Baseballspieler auf der Position des Outfielders. Er spielt aktuell für die New York Mets in der National League (NL) der Major League Baseball (MLB). 2019 gewann er mit den Washington Nationals die World Series.

## Karriere

### Minor Leagues
Soto unterschrieb seinen Vertrag bei den Washington Nationals im Juli 2015. 2016 spielte er für die Gulf Coast League Nationals in der Gulf Coast League und wurde dort mit einem Batting Average von .368, fünf Home Runs und 32 Runs Batted In (RBI) zum Most Valuable Player (MVP) der Saison ernannt. Daraufhin wurde er im September 2016 zu den Auburn Doubledays befördert und spielte dort die letzten sechs Spiele der Saison.
2017 startete er für die Hagerstown Suns auf Single-A-Niveau, wurde jedoch aufgrund einer Verletzung wieder zu den Gulf Coast League Nationals berufen. Dennoch galt Soto im Vorlauf der Saison 2018 als eines der aussichtsreichsten Nachwuchstalente. Nachdem er die Saison wieder bei den Suns begonnen hatte, wurde er früh zu den Potomac Nationals, einem A-Advanced-Affiliate der Washington Nationals, befördert. Bereits nach 15 Spielen mit dem Team wurde er wieder befördert und spielte acht Spiele für die Harrisburg Senators auf Double-A-Niveau. Am 20. Mai 2018 beriefen ihn die Nationals in die MLB aufgrund einer Verletzung ihres Outfielders Howie Kendrick.

### Washington Nationals (2018–2022)
Mit seinem MLB-Debüt am 20. Mai 2018 wurde Soto mit 19 Jahren und 207 Tagen der zu diesem Zeitpunkt jüngste Spieler in der MLB und einer der jüngsten MLB-Spieler aller Zeiten. In seinem zweiten Spiel am 21. Mai 2018 gelang ihm direkt bei seiner ersten Plate Appearance sein erster Home Run in der MLB. Damit wurde er zugleich der jüngste Spieler mit einem MLB-Home Run in der Geschichte des Washington Nationals Franchise. Im Juni 2018 wählte ihn die Zeitschrift Baseball America zum besten Nachwuchstalent der Nationals. Nach der MLB-Saison 2018 spielte er für das MLB All-Star Team in der MLB Japan All-Star Series 2018.
In der Saison 2019 gewann er mit den Washington Nationals die World Series 2019, nachdem sich das Team in sieben Spielen gegen die Houston Astros durchgesetzt hatte.

### San Diego Padres (2022–2023)
Am 2. August 2022 tauschten die Nationals Soto und Josh Bell gegen CJ Abrams, MacKenzie Gore, Robert Hassell, James Wood, Jarlín Susana und Luke Voit zu den San Diego Padres. Das Ausmaß des Handels führte zu Vergleichen mit dem Herschel Walker-Handel in der NFL.
Am 12. August 2022, nur zehn Tage nach seinem Transfer zu den Padres, traf Soto in Washington auf die Nationals, wo er 45 Sekunden lang Standing Ovations vom Publikum erhielt. Für den Rest der Saison 2022 mit den Padres bestritt Soto 51 Spiele mit dem Team und ermittelte einen Schlagdurchschnitt von 0,236, 6 Homeruns, 16 RBIs und 36 Walks.
Insgesamt bestritt Soto im Jahr 2022 zusammen mit beiden Teams insgesamt 152 Spiele mit einem Schlagdurchschnitt von 0,242, 27 Homeruns, 62 RBIs und 135 Walks, die in der MLB führend waren. Er absolvierte 20,3 % seiner Plattenauftritte, war Spitzenreiter in den Major Leagues und hatte mit 1,41 den höchsten BB/K-Prozentsatz in den Majors. Er schwang einen geringeren Prozentsatz an Würfen außerhalb der Schlagzone (19,9 %) als jeder andere Schlagmann der Major League.
Am 13. Januar 2023 unterzeichnete Soto einen Einjahresvertrag über 23 Millionen US-Dollar mit den Padres und vermied damit eine Gehaltsschlichtung. Insgesamt spielte Soto im Jahr 2023 in allen 162 Spielen mit einem Schlagdurchschnitt von 0,275, 35 Homeruns, 109 RBIs und 132 Walks, die in der MLB führend waren.

### New York Yankees (2023–2024)
Am 6. Dezember 2023 tauschten die Padres Soto und Trent Grisham gegen Michael King, Drew Thorpe, Jhony Brito, Randy Vásquez und Kyle Higashioka zu den New York Yankees. Soto und die Yankees vermieden eine Gehaltsverhandlung vor Beginn der Saison 2024 und einigten sich auf einen Einjahresvertrag im Wert von 31 Millionen US-Dollar. Für die Yankees kam Juan Soto in 157 Spielen zum Einsatz, wobei er seinen Schlagdurchschnitt vom Vorjahr auf 0,288 verbesserte, 109 RBIs und 129 Walks hatte und mit 41 Homeruns eine neue persönliche Bestmarke aufstellte. Mit dem Team erreichte er zum zweiten Mal in seiner Karriere die World Series, wo man allerdings gegen die Los Angeles Dodgers unterlag.

### New York Mets
Im Dezember 2024 unterzeichnete Soto einen mit 765 Millionen US-Dollar für 15 Jahre dotierten Vertrag mit den New York Mets. Sotos Vertrag beinhaltet eine Unterzeichnungsprämie von 75 Millionen Dollar.

## Playing Style
Der Soto Shuffle im Jahr 2020
Soto ist für seine außergewöhnliche Plate-Disziplin bekannt und belegte bei den Hittern mit mindestens 2000 Plate-Auftritten am Ende der Saison 2021 den 5. Platz aller Zeiten bei der Walk-Rate und den 10. Platz aller Zeiten bei der Karriere-On-Base-Prozentsatz. Während seiner Rookie-Saison 2018 wurde Soto für seine Bewegungen in der Batter’s Box bekannt, nachdem er erfolgreich einen Pitch für einen Ball ausgeführt hatte. Die als „Soto Shuffle“ bezeichnete Routine beinhaltet oft, dass Soto seine Hüften schwingt, den Boden mit einem weiten Bogen seines Beins abwischt, mit dem Bein tippt, hüpft oder sich in die Hocke sinkt und auf den Werfer starrt.
Wie ein ESPN-Autor es beschrieb: „Er schwingt seine Hüften oder spreizt seine Beine oder schwingt seine Füße oder bewegt seine Schultern oder leckt seine Lippen oder drückt seinen, ähm, Müll, manchmal alles auf einmal.“Soto sagt, er habe die Routine in den Minor Leagues begonnen, „um in die Köpfe der Pitcher einzudringen, weil sie manchmal Angst haben“ In Spiel 1 der National League Championship Series 2019 reagierte der Pitcher der St. Louis Cardinals, Miles Mikolas, auf Sotos Eskapaden, indem er sich selbst in den Schritt packte, nachdem er Soto wegen eines Groundouts aus dem Spiel geworfen hatte. Soto antwortete später mit den Worten: „Er hat mich rausgeholt, er kann tun und lassen, was er will.“In den folgenden Staffeln eliminierte Soto das Schrittgreifen aus der Routine.
Soto verwendet einen „Zwei-Schlag-Ansatz“, bei dem er seinen Griff entlang des Schlägergriffs erhöht und in der Batter’s Box eine breitere, niedrigere Haltung einnimmt, die manchmal als Hocke beschrieben wird. Er ist bekannt für seine Fähigkeit, den Ball in alle Felder zu befördern, selbst bei einem Two-Strike-Count. Am Ende seiner Saison 2020 hatte Soto in seiner Karriere 69 Homeruns in der MLB absolviert und diese gleichmäßig nach Richtung aufgeteilt: 23 ins linke Feld, 23 ins Mittelfeld und 23 ins rechte Feld.
Obwohl er nach der Saison 2019 als linker Feldspieler Finalist für den Gold Glove Award war, hat Soto angedeutet, dass er es bevorzugt, auf dem rechten Feld zu spielen, seiner Hauptposition während seiner kurzen Minor-League-Karriere. Die Nationals begannen Ende der Saison 2020 damit, ihn als rechten Startspieler einzusetzen, und 2021 wurde er zum alltäglichen rechten Feldspieler der Nationals.
Soto ist statistisch gesehen ein deutlich besserer Verteidiger im rechten Feld als im linken Feld: Im linken Feld hat er −3,8 UZR pro 150 Spiele produziert, während er im rechten Feld +1,5 UZR pro 150 Spiele produziert hat.